# 大人小孩雙拍檔
大人小孩雙拍檔（英語：Boyz II Men）是一組來自美國費城的男子演唱團體。在1980年代成立之初，成員包括納森·莫里斯、尚恩·史塔克曼、溫亞·莫里斯、麥可·麥凱瑞和馬克·尼爾森。但馬克·尼爾森在發行第一張專輯前退出，之後他們以四人組合出道並獲得大眾注目。曾四次獲得葛萊美獎。
大人小孩雙拍檔是史上最成功的節奏藍調男子演唱團體之一，專輯總銷售量達六千萬張。在告示牌單曲榜上就擁有3首超過10週冠軍的單曲，1992年的〈End Of The Road〉13週、1994年的〈I'll Make Love To You〉14週，1995年與瑪麗亞·凱莉合唱的〈One Sweet Day〉則以16週成為告示牌史上冠軍週數最長的單曲（此紀錄維持至2019年被納斯小子的〈Old Town Road〉19週打破）。20世紀末，《告示牌》將大人小孩雙拍檔列為1990年代最成功的團體，並在總體藝人中名列第四位。
大人小孩雙拍檔在1990年至2000年是摩城唱片旗下歌手，之後轉至母公司環球唱片。在2000年發行《最佳拍檔》（Nathan Michael Shawn Wanya）後，大人小孩雙拍檔轉至Arista唱片。2003年，男低音麥可·麥凱瑞由於脊椎側彎造成慢性背傷，宣布離隊。2009年，納森·莫里斯、尚恩·史塔克曼、溫亞·莫里斯以三人組合方式繼續巡迴和錄製專輯。

## 天團組成
大人小孩雙拍檔的前身是1985年在費城創意與表演藝術高中（Philadelphia High School for Creative and Performing Arts）所成立的 Unique Attraction。納森·莫里斯與馬克·尼爾森在這裡多次成立節奏藍調演唱團體，但全都宣告解散。最後，他們邀請了男高音溫亞·莫里斯、尚恩·史塔克曼和男低音麥可·麥凱瑞共組團體。
他們從新版本合唱團（New Edition）的合聲和表演內容中獲得靈感，最後將團名改為新版本合唱團的歌名「Boyz II Men」。1989年，他們偷偷溜進新版本合唱團子團體BBD三人組（Bell Biv DeVoe）的演唱會後台。大人小孩雙拍檔在新版本合唱團/BBD三人組成員麥可·比文斯（Michael Bivins）面前，以阿卡貝拉的方式演唱新版本合唱團的歌曲《Can You Stand the Rain》。比文斯決定透過他的Biv Ten Records，將大人小孩雙拍檔簽入摩城唱片，摩城唱片向來就善於打造黑人流行音樂，樂壇有許多如史提夫·汪達、馬文·蓋伊、麥可傑克森、萊諾·李奇和黛安娜·羅斯等重量級黑人歌手都是出自這家唱片公司。但在錄製專輯之前，馬克·尼爾森因個性衝突離開。
在首張專輯發行前一年，大人小孩雙拍檔曾在 Visam 的個人專輯中獻聲，他們以「Boy's to Men」的名字在《One Mile from Paradise》中擔任背景合聲。

## 正式出道

### Cooleyhighharmony
1991年大人小孩雙拍檔發行首張專輯《Cooleyhighharmony》。由於摩城唱片全力宣傳大人小孩雙拍檔這個團體，專輯《Cooleyhighharmony》其中有兩支單曲打進告示牌單曲榜前5名，〈Motownphilly〉獲得了第三名，另一支單曲〈It's So Hard to Say Goodbye to Yesterday〉則拿下4週第二名，專輯本身也獲得告示牌專輯榜第三名。由於專輯和單曲都有好成績，大人小孩雙拍檔的知名度也隨之水漲船高。

### End of the Road
1992年巡迴其間，他們短暫的回到錄音室錄製由娃娃臉擔任製作人的單曲〈End of the Road〉，收錄在《花心大少闖情關》（Boomerang）電影原聲帶。〈End of the Road〉在告示牌單曲榜占據冠軍寶座長達13週，打破先前由貓王在1956年所創下的11週記錄，唱片銷售也達白金唱片，這首歌曲的好成績連帶將大人小孩雙拍檔的知名度推至最高點。《Cooleyhighharmony》專輯也在1993年重新發行加贈〈End Of The Road〉的版本。
1992年是大人小孩雙拍檔星運大開的一年，在當年的告示牌年終百大單曲榜內，他們就佔了三席。〈End of the Road〉果不其然拿下了年度最佳單曲，〈It's So Hard to Say Goodbye to Yesterday〉第三十七名，〈Uhh Ahh〉第八十四名。

### II
1994年大人小孩雙拍檔發行第二張創作專輯《II》，專輯在告示牌專輯榜總共坐了五週冠軍。首發單曲〈I'll Make Love to You〉再次打破單曲榜紀錄，蟬連榜首14週的時間，銷售達白金唱片。第二支單曲〈On Bended Knee〉發行時，更在單曲榜上打下了〈I'll Make Love To You〉成為冠軍（在告示牌的歷史中，這是繼貓王和披頭四之後，第三次發生歌手打下自己歌曲而登頂的事件。）坐了兩週冠軍後被Ini Kamoze的〈Here Comes the Hotstepper〉超越登頂，不過兩週後〈On Bended Knee〉又重新再次奪回冠軍，這次蟬連了四週，因此〈On Bended Knee〉這首歌在單曲榜榜首拿了6週冠軍，銷售亦達白金唱片。單曲〈I'll Make Love to You〉在1994年11月26日被自己擊落榜首，因此它的積分橫跨1994、1995兩個年度，它在1994年告示牌年終百大單曲榜獲得第三名；在1995年年終百大方面，〈On Bended Knee〉第五名，亞軍單曲〈Water Runs Dry〉第十二名，〈I'll Make Love to You〉再次上榜拿下第五十名，第4首年終百大單曲是〈Thank You〉第九十四名。

### One Sweet Day
1995年大人小孩雙拍檔和天后瑪麗亞·凱莉合作單曲〈One Sweet Day〉，成為告示牌史上第4首空降單曲榜的冠軍歌曲（因計分方式改變，告示牌單曲榜自1995年開始出現單曲空降冠軍的紀錄。）並在告示牌單曲榜蟬連了16週冠軍，刷新了告示牌的紀錄，成為蟬連單曲榜冠軍最長週數的單曲（此紀錄維持至2019年被納斯小子的〈Old Town Road〉19週冠軍打破）。雖然〈One Sweet Day〉有16週冠軍，銷售更達雙白金，但因為它跨了兩個年度，5週冠軍是落在1995年，其它11週冠軍是在翌年，在總積分被分散的情況下，在1996年終百大單曲方面拿下亞軍。不過這個「天后＋天團」的組合似乎不是很對英國人的口味，〈One Sweet Day〉在英國單曲榜僅得到第六名。

### Evolution
1997年大人小孩雙拍檔推出在摩城唱片旗下的最後一張專輯《Evolution》，這是一張冠軍專輯，1997年10月11日在告示牌專輯榜得到一週冠軍。專輯首支主打單曲〈4 Seasons Of Loneliness〉在10月4日擊敗了老搭檔瑪麗亞·凱莉的〈Honey〉榮登單曲榜冠軍，維持了一週冠軍，銷售達白金唱片，另一首單曲〈A Song For Mama〉則獲得單曲榜第七名。在1997年的告示牌年終排行中，專輯《Evolution》得到第六十八名的名次，單曲〈4 Seasons Of Loneliness〉獲得第卅名。發行完這張專輯之後，大人小孩雙拍檔從摩城唱片跳槽至環球唱片。

## 音樂作品
Studio albums
- 《高度和諧》（Cooleyhighharmony） (1991)
- 《與你纏綿》（II）(1994)
- 《蛻變》（Evolution）(1997)
- 《最佳拍檔》（Nathan Michael Shawn Wanya）(2000)
- 《生生不息》（Full Circle）(2002)
- 《回到從前》（Throwback, Vol. 1）(2004)
- 《愛情解藥》（The Remedy）(2006)
- 《摩城全精選》（Motown: A Journey Through Hitsville USA） (2007)
- 《Love》(2009)
- 《Tewnty》(2011)
- 《Collide》 (2014)
- 《Under the Streetlight》 (2017)

Compilation, Holiday, Remix albums
- 《Christmas Interpretations》 (1993)
- 《超級混音大碟》（The Remix Collection）(1995)
- 《情歌大全》（The Ballad Collection）(1999)
- 《傳奇-世紀精選》（Legacy: The Greatest Hits Collection）(2001)
- 《20th Century Masters: The Millennium Collection: The Best of Boyz II Men》(2003)
- 《冬日迴響》（Winter/Reflections） (2005)

DVD
- 2001: Music in High Places (Live From Seoul, Korea)
- 2008: 《摩城經典-世界巡迴演唱會》（Motown: A Journey Through Hitsville USA）
- 2009: BIIM: Live at Lollapalooza 2009

## 外部連結
- Boyz II Men - Official website（页面存档备份，存于）
- Official record label website （页面存档备份，存于）
- Boyz II Men的MySpace主頁
- Boyz II Men at Allmusic
- Boyz II Men at Ask.com
- Boyz II Men （页面存档备份，存于） at Yahoo! Music
- Boyz II Men （页面存档备份，存于） at MTV Networks
- 大人小孩雙拍檔在互联网电影资料库（IMDb）上的資料（英文）